# Carrer del Carme (Tàrrega)
El carrer del Carme és una via pública de Tàrrega (Urgell) inclosa a l'Inventari del Patrimoni Arquitectònic de Catalunya.

## Descripció
El carrer del Carme comunica amb dues places, a la plaça del Carme, popularment coneguda com el Pati, i la plaça Major a la qual s'accedeix per l'arc del carrer Cervera. El carrer del Carme és un dels carrers comercials més importants i antics de tot Tàrrega, tal com ho demostra el fet que en gran part de la seva llargada es conserva encara porticat. Antigament era un carrer habitat principalment per gent benestant. Avui en dia es presenta com un carrer viari tot pavimentat amb grans lloses polides de pedra grisa i en la seva desembocadura a l'antiga placeta, antigament coneguda com el Pou de Colom, en el sòl s'hi dibuixa un laberint pentagonal.

### Porxos del carrer Carme
Par baixa d'un bloc d'edificis del carrer del Carme, la qual es desenvolupa amb una porxada magnífica que ocupa part de la vorera lateral del carrer. Aquest tram amb porxos és curt però d'una gran amplada. Està format per quatre grups d'arcades, totes elles apuntades. Cada arcada, sostinguda per un pilar separador, és desdoblada en dos: per una banda, hi ha l'arcada corresponent a la part exterior del porxo i per altra banda hi ha l'arcada, perpendicular a la primera, pertanyent a la part inferior de la volta. Per tant, sumen un total de vuit arcades apuntades formades per grans carreus de pedra alineats i perfectament tallats els quals donen la forma a la volta. Les parts de mur que estan entre l'arcada i la coberta del porxo estan arrebossades i pintades de color blanc, diferenciant-se de l'arcada pròpiament dita, ja que aquesta no té la capa de pintura en els carreus. La coberta d'aquest pas és plana suportada pels quatres arcs apuntats que es formen a l'interior.

## Història

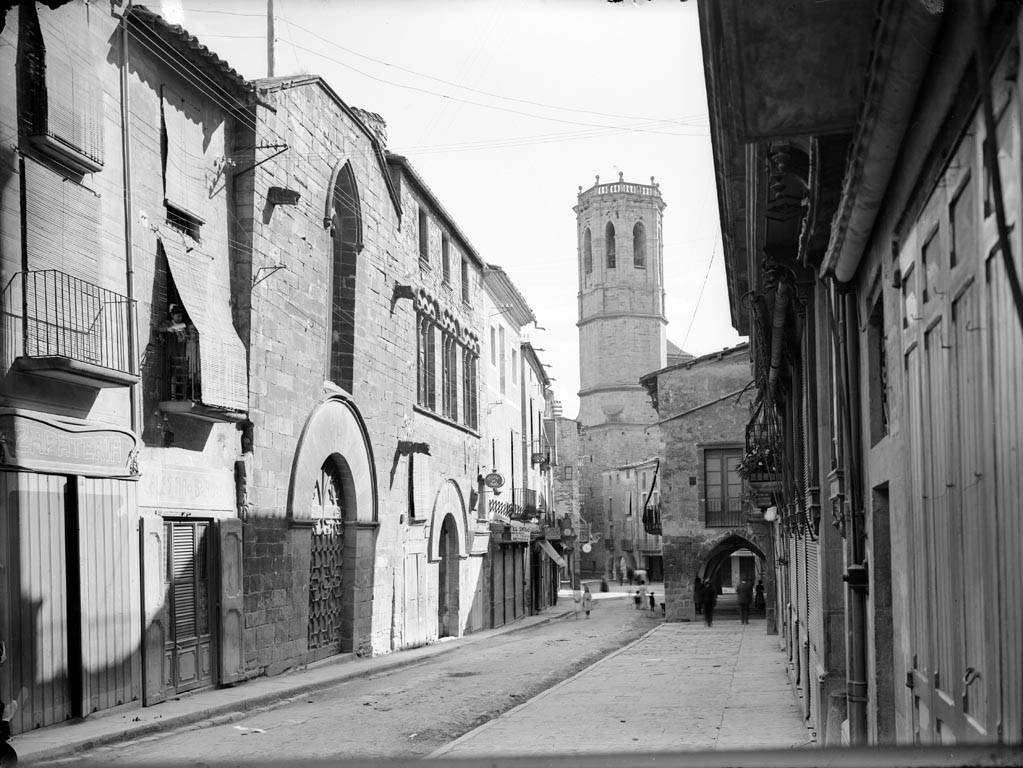
El carrer del Carme en una imatge d'entre 1890 i 1910

Aquest carrer antigament s'havia conegut amb el nom del carrer del Falcó, més endavant fou també anomenat com el carrer Cervera per la seva confluència amb el vial que donava al camí que portava a aquesta veïna població capital de la Segarra. No fou pavimentada correctament fins a mitjans del segle xx, i fins aleshores només tenia com a mínimes mesures sanitàries resoltes les voreres dels porticats.